# 三奈木黒田家
三奈木黒田家（みなぎくろだけ）は、武家・士族・華族だった家。黒田孝高（如水）の養子に入った一成を家祖とし、江戸時代には筑前国福岡藩主黒田家の筆頭家老家、維新後には士族を経て華族の男爵家に列した。

## 歴史
家祖である黒田一成の父加藤重徳ははじめ荒木村重に仕えていたが、天正6年に織田信長に反旗を翻して伊丹有岡城に籠城した荒木村重を説得しに黒田孝高（如水）が有岡城を訪れた際、孝高は捕らえられて監禁されたが、重徳がその世話をした。その縁で重徳は有岡城落城後に黒田氏に仕えることになり、重徳の次男一成は黒田孝高の養子となり、孝高の実子黒田長政と義兄弟として育てられたことで黒田姓を与えられた。一成は豊臣秀吉の九州平定、文禄・慶長の役、関ヶ原の戦い、大坂の陣、島原の乱などに出陣して孝高・長政親子を支えた。
一成の嫡流は江戸時代に筑前国福岡藩主黒田家の筆頭家老（大老）家として続き、三奈木を中心に筑前国下座郡で1万6000石を領した。なお重徳の長男である吉成の系譜も福岡藩士家として続き、幕末の福岡藩勤王派家老の加藤司書はその子孫である。
幕末維新期の三奈木黒田家当主は黒田一葦。一葦も加藤司書とともに藩内の勤王派として活躍。第一次長州征討の際には長州藩を救うために奔走し、その後も薩長連合の端を拓くなど一貫して尊皇攘夷派として行動し、維新の大業成就に貢献した。
明治維新後には当初士族に列した。明治17年（1884年）に華族が五爵制になった際に定められた『叙爵内規』の前の案である『爵位発行順序』所収の『華族令』案の内規（明治11年・12年ごろ作成）や『授爵規則』（明治12年以降16年ごろ作成）では旧万石以上陪臣が男爵に含まれており、三奈木黒田家も男爵候補に挙げられているが、最終的な『叙爵内規』では旧万石以上陪臣は授爵対象外となったためこの時点では三奈木黒田家は士族のままだった。
明治15年・16年ごろ作成と思われる『三条家文書』所収『旧藩壱万石以上家臣家産・職業・貧富取調書』は、当時の当主黒田一義について旧禄高を1万6000石余、所有財産は銀行株5250円、田畑9町1反22歩、山林24町6反6畝20歩、宅地1町6反26歩、職業は無職、貧富景況は相応と記している。
明治32年（1899年）5月には旧主家の黒田長成侯爵が一葦の勤王の功をもって三奈木黒田家に叙爵があるよう宮内省に請願。宮内省の審議の結果、旧来の家格や一葦の維新の功が認められ、明治33年（1900年）5月9日付けで一義は男爵に叙せられた。
その子稔の代に三奈木黒田男爵家の住居は福岡県朝倉郡三奈木村にあった。